# Noorse voetbalbeker 1999
De Noorse voetbalbeker 1999 (Noors: Norgesmesterskapet i fotball 1999) was de 94ste editie van de strijd om de Noorse voetbalbeker. Het voetbaltoernooi begon op 4 mei met de eerste ronde en eindigde op 30 oktober 1999 met de finale in het Ullevaal Stadion in Oslo. Het toernooi werd gewonnen door Rosenborg BK dat SK Brann in de eindstrijd met 2-0 versloeg en daarmee voor de achtste keer het bekertoernooi op zijn naam schreef. De club stond onder leiding van trainer-coach Nils Arne Eggen.

## Eerste ronde
| Team 1                  | Team 2                  | Uitslag                 |
| Duels gespeeld op 4 mei | Duels gespeeld op 4 mei | Duels gespeeld op 4 mei |
| ----------------------- | ----------------------- | ----------------------- |
| Sandnes FK              | Vidar                   | 2 – 2                   |
| Ranheim                 | NTNUI                   | 4 – 2                   |
| Steinkjer               | Verdal                  | 0 – 1                   |
| Runar                   | Skarphedin              | 4 – 0                   |
| Duels gespeeld op 5 mei |                         |                         |
| Sparta                  | Moss                    | 1 – 6                   |
| Lisleby                 | Lillestrøm              | 0 – 4                   |
| Rakkestad               | Lyn                     | 1 – 2                   |
| Fredrikstad             | Råde                    | 4 – 0                   |
| Sprint/Jeløy            | Sarpsborg               | 1 – 0                   |
| Trøgstad/Båstad         | Abildsø                 | 2 – 2                   |
| Eidsvold Turn           | Manglerud/Star          | 0 – 3                   |
| Ski                     | Kjelsås                 | 0 – 2                   |
| Årvoll                  | Ullensaker/Kisa         | 3 – 1                   |
| Mercantile              | Skjetten                | 3 – 3                   |
| Ullern                  | Asker                   | 1 – 0                   |
| Fagerborg               | Vålerenga               | 0 – 6                   |
| Korsvoll                | Skeid                   | 0 – 3                   |
| Frigg Oslo              | Stabæk                  | 1 – 5                   |
| Bærum                   | Grei                    | 0 – 2                   |
| Hamarkameratene         | Lørenskog               | 2 – 1                   |
| Elverum                 | Kongsvinger             | 2 – 4                   |
| Tynset                  | Nybergsund              | 0 – 3                   |
| Lom                     | Faaberg                 | 1 – 3                   |
| Nordre Land             | Raufoss                 | 1 – 4                   |
| Gjøvik/Lyn              | Jevnaker                | 3 – 0                   |
| Drafn                   | L/F Hønefoss            | 1 – 2                   |
| Sandefjord Fotball      | Drøbak/Frogn            | 2 – 1                   |
| Tollnes                 | Eik-Tønsberg            | 2 – 1                   |
| Borre                   | Strømsgodset            | 1 – 4                   |
| Pors Grenland           | Ørn-Horten              | 0 – 3                   |
| Seljord                 | Odd Grenland            | 0 – 5                   |
| Våg                     | Start                   | 0 – 4                   |
| Mandalskameratene       | Vigør                   | 0 – 2                   |
| Bryne                   | Flekkefjord             | 5 – 0                   |
| Vedavåg                 | Ålgård                  | 1 – 3                   |
| Randaberg               | Sola                    | 1 – 2                   |
| Kåsen                   | Viking                  | 0 – 3                   |
| Kopervik                | Haugesund               | 0 – 2                   |
| Nord                    | Vard Haugesund          | 1 – 2                   |
| Stord                   | Os                      | 0 – 1                   |
| Fyllingen               | Radøy                   | 6 – 2                   |
| Kleppestø               | Åsane                   | 3 – 4                   |
| Løv-Ham                 | Fana                    | 1 – 3                   |
| Nordhordland            | Brann                   | 0 – 3                   |
| Førde                   | Sogndal                 | 0 – 2                   |
| Tornado                 | Florø                   | 0 – 2                   |
| Ørsta                   | Skarbøvik               | 3 – 1                   |
| Hødd                    | Aalesund                | 2 – 0                   |
| Spjelkavik              | Molde                   | 1 – 8                   |
| Sunndal                 | Averøykameratene        | 2 – 1                   |
| Kristiansund            | Clausenengen            | 0 – 2                   |
| Strindheim              | Kolstad                 | 7 – 1                   |
| Tiller                  | Byåsen                  | 0 – 4                   |
| Melhus                  | Rosenborg               | 0 – 3                   |
| Nardo                   | Mosjøen                 | 1 – 6                   |
| Vinne                   | Bodø/Glimt              | 0 – 4                   |
| Stålkameratene          | Mo                      | 4 – 5                   |
| Gevir Bodø              | Narvik FK               | 0 – 5                   |
| Lofoten                 | Harstad                 | 4 – 2                   |
| Finnsnes                | Silsand/Omegn           | 5 – 3                   |
| Skarp                   | Kirkenes                | 5 – 1                   |
| Skjervøy                | Tromsdalen              | 3 – 2                   |
| Salangen                | Tromsø                  | 0 – 8                   |
| Hammerfest FK           | Alta                    | 0 – 4                   |

## Tweede ronde
| Team 1                   | Team 2                   | Uitslag                  |
| Duels gespeeld op 19 mei | Duels gespeeld op 19 mei | Duels gespeeld op 19 mei |
| ------------------------ | ------------------------ | ------------------------ |
| Moss                     | Runar                    | 3 – 0                    |
| Mercantile               | Skeid                    | 0 – 1                    |
| Grei                     | Ullern                   | 0 – 1                    |
| Manglerud/Star           | Kongsvinger              | 2 – 3                    |
| Abildsø                  | Stabæk                   | 0 – 3                    |
| Kjelsås                  | Sprint/Jeløy             | 3 – 0                    |
| Faaberg                  | Lillestrøm               | 0 – 1                    |
| Raufoss                  | Årvoll                   | 7 – 0                    |
| Nybergsund               | Vålerenga                | 0 – 2                    |
| L/F Hønefoss             | Fredrikstad              | 0 – 5                    |
| Strømsgodset             | Tollnes                  | 4 – 0                    |
| Ørn-Horten               | Lyn                      | 0 – 1                    |
| Odd Grenland             | Sandefjord Fotball       | 1 – 0                    |
| Vigør                    | Start                    | 1 – 6                    |
| Sola                     | Bryne                    | 2 – 4                    |
| Ålgård                   | Vidar                    | 0 – 0                    |
| Vard Haugesund           | Viking                   | 0 – 2                    |
| Os                       | Fyllingen                | 4 – 3                    |
| Åsane                    | Haugesund                | 1 – 4                    |
| Fana                     | Brann                    | 0 – 2                    |
| Ørsta                    | Hødd                     | 3 – 1                    |
| Clausenengen             | Strindheim               | 0 – 1                    |
| Verdal                   | Byåsen                   | 0 – 1                    |
| Mosjøen                  | Bodø/Glimt               | 0 – 2                    |
| Mo                       | Lofoten                  | 2 – 1                    |
| Narvik FK                | Finnsnes                 | 6 – 1                    |
| Tromsø                   | Skjervøy                 | 3 – 1                    |
| Alta                     | Skarp                    | 3 – 2                    |
| Duel gespeeld op 20 mei  |                          |                          |
| Gjøvik/Lyn               | Hamarkameratene          | 2 – 1                    |
| Duel gespeeld op 21 mei  |                          |                          |
| Florø                    | Sogndal                  | 0 – 3                    |
| Duel gespeeld op 8 juni  |                          |                          |
| Molde                    | Sunndal                  | 6 – 0                    |
| Duels gespeeld op 9 juni |                          |                          |
| Rosenborg                | Ranheim                  | 5 – 0                    |

## Derde ronde
| Team 1                    | Team 2                   | Uitslag                  |
| Duel gespeeld op 22 juni  | Duel gespeeld op 22 juni | Duel gespeeld op 22 juni |
| ------------------------- | ------------------------ | ------------------------ |
| Narvik FK                 | Rosenborg                | 1 – 9                    |
| Duels gespeeld op 23 juni |                          |                          |
| Fredrikstad               | Vålerenga                | 0 – 3                    |
| Lillestrøm                | Os                       | 3 – 0                    |
| Lyn                       | Start                    | 2 – 1                    |
| Skeid                     | Raufoss                  | 3 – 4                    |
| Ullern                    | Odd Grenland             | 0 – 2                    |
| Stabæk                    | Gjøvik/Lyn               | 6 – 1                    |
| Kongsvinger               | Bryne                    | 1 – 0                    |
| Viking                    | Ålgård                   | 5 – 0                    |
| Haugesund                 | Strømsgodset             | 5 – 1                    |
| Brann                     | Ørsta                    | 3 – 1                    |
| Sogndal                   | Kjelsås                  | 0 – 2                    |
| Strindheim                | Molde                    | 1 – 3                    |
| Byåsen                    | Moss                     | 1 – 2                    |
| Bodø/Glimt                | Mo                       | 9 – 0                    |
| Alta                      | Tromsø                   | 1 – 6                    |

## Vierde ronde
| Team 1                    | Team 2                   | Uitslag                  |
| Duel gespeeld op 29 juni  | Duel gespeeld op 29 juni | Duel gespeeld op 29 juni |
| ------------------------- | ------------------------ | ------------------------ |
| Kjelsås                   | Molde                    | 2 – 3                    |
| Duels gespeeld op 30 juni |                          |                          |
| Bodø/Glimt                | Lyn                      | 2 – 4                    |
| Lillestrøm                | Haugesund                | 3 – 1                    |
| Odd Grenland              | Viking                   | 2 – 1                    |
| Raufoss                   | Kongsvinger              | 2 – 1                    |
| Rosenborg                 | Moss                     | 4 – 1                    |
| Tromsø                    | Stabæk                   | 2 – 1                    |
| Vålerenga                 | Brann                    | 1 – 3                    |

## Kwartfinale
| Team 1                        | Team 2                       | Uitslag                      |
| Duels gespeeld op 4 augustus  | Duels gespeeld op 4 augustus | Duels gespeeld op 4 augustus |
| ----------------------------- | ---------------------------- | ---------------------------- |
| Brann                         | Odd Grenland                 | 3 – 2                        |
| Tromsø                        | Raufoss                      | 5 – 0                        |
| Duel gespeeld op 5 augustus   |                              |                              |
| Lyn                           | Rosenborg                    | 1 – 2                        |
| Duel gespeeld op 25 september |                              |                              |
| Molde                         | Lillestrøm                   | 3 – 0                        |

## Halve finale
| Team 1                        | Team 2                        | Uitslag                       |
| Duel gespeeld op 26 september | Duel gespeeld op 26 september | Duel gespeeld op 26 september |
| ----------------------------- | ----------------------------- | ----------------------------- |
| Rosenborg                     | Tromsø                        | 2 – 1                         |
| Duel gespeeld op 3 oktober    |                               |                               |
| Molde                         | Brann                         | 3 – 4                         |

## Finale
| 30 oktober 1999 – Ullevaal Stadion, Oslo 25.296 toeschouwers Scheidsrechter: Tom Henning Øvrebø                                                                                    |               | |
| Rosenborg BK | 2 – 0         | SK Brann |
| Jan Derek Sørensen 49' Jan Derek Sørensen 56' | goals         | |
| Nils Arne Eggen | Trainer-coach | Harald Aabrekk |
| Jørn Jamtfall 90' Roar Strand Bjørn Otto Bragstad Erik Hoftun Andre Bergdølmo Fredrik Winsnes Bent Skammelsrud Ørjan Berg 90' Jan Derek Sørensen John Carew Jahn Ivar Jakobsen 69' | opstellingen  | Magnus Kihlstedt Geirmund Brendesæther Per-Ove Ludvigsen Arne Vidar Moen 90' Harri Ylönen Cato Guntveit Roger Helland Jan Ove Pedersen Svante Samuelsson Raymond Kvisvik 88' Thorstein Helstad |
| Tore André Dahlum 69' Arni Gautur Arason 90' Bent Inge Johnsen 90' Christer Basma Runar Berg Børge Hernes Sigurd Rushfeldt                                                         | wissels       | 88' Azar Karadas 90' Mons Ivar Mjelde |
| Roar Strand 33' Fredrik Winsnes 64' | gele kaarten  | 67' Harri Ylönen |
| | rode kaarten  | |

## Winnende formatie
- Rosenborg BK

Jørn Jamtfall, Roar Strand, Bjørn Otto Bragstad, Erik Hoftun, André Bergdølmo, Fredrik Winsnes, Bent Skammelsrud, Ørjan Berg, Jan Derek Sørensen, John Carew, Jahn Ivar Jakobsen, Arni Gautur Arason, Bent Inge Johnsen, Tore André Dahlum, Christer Basma, Runar Berg, Børge Hernes en Sigurd Rushfeldt. Trainer-coach: Nils Arne Eggen.